# Irina Fetissova (aviron)
Pour l’article homonyme, voir Irina Fetissova pour la joueuse de volley-ball.
Irina Ivanovna Fetisova (en russe : Ирина Ивановна Фетисова, Irina Pimenova), née le 30 octobre 1956 à Léningrad (Saint-Pétersbourg), est une rameuse et nageuse russe.

## Biographie
Fetisova intègre d'abord le club de natation du SKA Leningrad entraînée par Genrich Jarozki. À partir de 1970, elle est membre de l'équipe nationale soviétique avec un succès remarqué en 1974, lorsqu'elle est devient championne soviétique dans la discipline du 100 mètres brasse et remporte la médaille de bronze aux Championnats d'Europe en 1974 sur 200 mètres quatre nages individuel, record national à la clé. Après la saison 1976, elle met fin à sa carrière de nageuse et passe à l'aviron.
Déjà l'année suivante, elle intègre l'équipe nationale soviétique d'aviron. Aux championnats du monde de 1977, elle termine cinquième du quatre de couple barré. Aux championnats du monde de 1981, elle remporte la médaille de bronze en skiff derrière Sanda Toma et Beryl Mitchell. L'année suivante, elle parvient à remporter le titre mondial avec une avance de neuf centièmes de seconde sur la Roumaine Valeria Răcilă. Aux championnats du monde de 1983, elle remporte l'argent derrière la rameuse est-allemande Jutta Behrendt.
Elle rate les Jeux olympiques d'été de 1984 à Los Angeles en raison du boycott des pays du bloc de l'Est. Participant aux Jeux de l'Amitié, elle y remporte la médaille d'or en quatre de couple.
En 1984, Fetissova a mis fin à sa carrière de rameuse avec à son actif quatre titres de championne soviétique : en 1977 et 1984 en quatre de couple barré, et en 1981 et 1983 en skiff. Fetisova est décoré en 1985 de l'Ordre de l'Insigne d'honneur en 1985 pour ses mérites en aviron.

### Palmarès

#### Championnats du monde d'aviron
- 1981 à Munich,  Allemagne de l'Ouest
  -  Médaille de bronze en skiff
- 1982 à Lucerne,  Suisse
  -  Médaille d'or en skiff
- 1983 à Duisbourg,  Allemagne de l'Ouest
  -  Médaille d'argent en skiff